# Часослов Симона де Вари
«Часослов Симона де Вари» — французский иллюминированный манускрипт XV века, три части которого хранятся в Центре Гетти и Королевской библиотеке Нидерландов. Иллюстрации часослова выполнены по меньшей мере четырьмя художниками, в том числе Жаном Фуке.

## Описание
Манускрипт был завершен в 1455 году и содержит 49 больших миниатюр, десятки декоративных виньеток и рисованных инициалов, которые насчитывают более 80 украшений. Он был заказан Симоном де Вари, имя которого в виде анаграммы встречается на нескольких листах часослова. Исследователи различают четырёх художников, выполнявших миниатюры для этого манускрипта. Условное имя «Рука А» получил художник, который работал в мастерской Мастера Часослова Бедфорда, анонимному художнику, известному как Мастер Жана Ролена, приписывают иллюстрации «Руки Б», Мастер Дюнуа выполнил миниатюры «Руки С». Французский художник Жан Фуке создал шесть миниатюр в полный лист, в том числе диптих с изображением Симона де Вари перед Девой Марией.